# جايسون ستولتنبرغ
جايسون ستولتنبرغ (بالإنجليزية: Jason Stoltenberg)‏ مواليد 4 أبريل 1970 في أستراليا، هو لاعب كرة مضرب أسترالي سابق بدأ مسيرته كمحترف سنة 1987 وكان يلعب باليد اليمنى، اعتزل اللعب في 2001. أعلى تصنيف له في الفردي كان المركز الـ 19 في سنة 1994. سبق أن شارك في دورة الألعاب الأولمبية الصيفية.

## روابط خارجية
- جايسون ستولتنبرغ على موقع رابطة محترفي التنس (الإنجليزية)
- جايسون ستولتنبرغ على موقع الاتحاد الدولي لكرة المضرب (الإنجليزية)
- جايسون ستولتنبرغ على موقع كأس ديفيز (الإنجليزية)
- جايسون ستولتنبرغ على موقع اتحاد التنس الأسترالي (الإنجليزية)
- جايسون ستولتنبرغ على موقع خلاصة التنس.كوم (الإنجليزية)
- جايسون ستولتنبرغ على موقع أوليمبيديا (الإنجليزية)
- جايسون ستولتنبرغ على موقع اللجنة الأولمبية الأسترالية (الإنجليزية)